# Centaurea malinvaldiana
Centaurea malinvaldiana là một loài thực vật có hoa trong họ Cúc. Loài này được Batt. mô tả khoa học đầu tiên năm 1886.